# Чемпіонат України з футболу 2006—2007: вища ліга (склади команд)
У складах клубів подано гравців, які провели щонайменше 1 гру в вищій лізі сезону 2006/07. Прізвища, імена та по батькові футболістів подані згідно з офіційним сайтом ФФУ.

## «Арсенал» (Київ)
Головні тренери: Олександр Заваров (28 матчів), Василь Євсєєв (2 матчі)
| №            | Футболіст                          | Дата народження   | Країна   | Ігри     | Голи     |
| Воротарі     | Воротарі                           | Воротарі          | Воротарі | Воротарі | Воротарі |
| ------------ | ---------------------------------- | ----------------- | -------- | -------- | -------- |
|              | Деонас Вадим Володимирович         | 25 липня 1975     | Україна  | 30       | 44п      |
| Захисники    |                                    |                   |          |          |          |
|              | Євсєєв Євген Васильович            | 16 квітня 1987    | Україна  | 8        | 1        |
|              | Ільницький Тарас Іванович          | 4 березня 1983    | Україна  | 30       | 0        |
|              | Беньо Юрій Володимирович           | 25 квітня 1974    | Україна  | 29       | 2        |
|              | Кіцута Анатолій Вікторович         | 22 грудня 1985    | Україна  | 4        | 0        |
|              | Літовченко Сергій Вікторович       | 30 січня 1979     | Україна  | 16       | 0        |
|              | Розгон Віталій Вікторович          | 23 березня 1980   | Україна  | 7        | 0        |
|              | Романчук Олександр Володимирович   | 21 жовтня 1984    | Україна  | 11       | 0        |
|              | Шандрук Олег Миколайович           | 30 січня 1983     | Україна  | 23       | 1        |
| Півзахисники |                                    |                   |          |          |          |
|              | Єрмак Олег Васильович              | 9 березня 1986    | Україна  | 4        | 0        |
|              | Брглес Даріо                       | 15 квітня 1977    | Хорватія | 19       | 0        |
|              | Бредун Євген Дмитрович             | 10 вересня 1982   | Україна  | 27       | 0        |
|              | Герасимюк Олег Вікторович          | 25 вересня 1986   | Україна  | 16       | 0        |
|              | Закарлюка Сергій Володимирович     | 17 серпня 1976    | Україна  | 24       | 6        |
|              | Канкава Джаба Георгійович          | 18 березня 1986   | Грузія   | 14       | 4        |
|              | Мізін Сергій Григорович            | 25 вересня 1972   | Україна  | 17       | 4        |
|              | Піріч Івіца                        | 24 січня 1977     | Хорватія | 7        | 0        |
|              | Рібіч Владімір                     | 28 березня 1981   | Сербія   | 4        | 0        |
|              | Старгородський Артем Сергійович    | 17 січня 1982     | Україна  | 9        | 0        |
|              | Федецький Артем Андрійович         | 26 квітня 1985    | Україна  | 12       | 0        |
|              | Черніков Володимир Валерійович     | 15 січня 1982     | Україна  | 4        | 0        |
|              | Ярошенко Костянтин Юрійович        | 12 вересня 1986   | Україна  | 28       | 4        |
| Нападники    |                                    |                   |          |          |          |
|              | Батальський Олександр Анатолійович | 28 жовтня 1986    | Україна  | 24       | 1        |
|              | Головко Андрій Валентинович        | 5 серпня 1977     | Україна  | 3        | 0        |
|              | Джакобія Лаша                      | 20 серпня 1980    | Грузія   | 16       | 3        |
|              | Періч Іван                         | 5 травня 1982     | Сербія   | 7        | 0        |
|              | Рибальченко Вадим Валерійович      | 24 листопада 1988 | Україна  | 3        | 0        |
|              | Селезньов Євген Олександрович      | 20 липня 1985     | Україна  | 12       | 2        |

## «Ворскла» (Полтава)
Головний тренер: Віктор Носов
| №            | Футболіст                     | Дата народження | Країна   | Ігри     | Голи     |
| Воротарі     | Воротарі                      | Воротарі        | Воротарі | Воротарі | Воротарі |
| ------------ | ----------------------------- | --------------- | -------- | -------- | -------- |
|              | Пятов Андрій Валерійович      | 28 червня 1984  | Україна  | 30       | 28п      |
| Захисники    |                               |                 |          |          |          |
|              | Даллку Арменд                 | 16 червня 1983  | Албанія  | 28       | 2        |
|              | Джурічіч Саша                 | 1 серпня 1979   | Хорватія | 21       | 1        |
|              | Стоян Денис Анатолійович      | 24 серпня 1981  | Україна  | 28       | 0        |
|              | Цуррі Дебатік                 | 28 грудня 1983  | Албанія  | 24       | 1        |
|              | Чижов Олександр Олександрович | 10 серпня 1986  | Україна  | 21       | 1        |
| Півзахисники |                               |                 |          |          |          |
|              | Артюх Сергій Валентинович     | 29 липня 1985   | Україна  | 16       | 0        |
|              | Главіна Деніс                 | 3 березня 1986  | Хорватія | 12       | 2        |
|              | Кондратюк Петро Петрович      | 21 квітня 1979  | Україна  | 20       | 3        |
|              | Кравченко Сергій Сергійович   | 24 квітня 1983  | Україна  | 26       | 4        |
|              | Маркоський Йован              | 23 червня 1980  | Сербія   | 26       | 1        |
|              | Медведєв Геннадій Миколайович | 7 лютого 1975   | Україна  | 29       | 0        |
|              | Попов Володимир Васильович    | 24 жовтня 1981  | Україна  | 9        | 0        |
|              | Пуканич Адріан Миколайович    | 22 червня 1983  | Україна  | 8        | 0        |
|              | Ребенок Павло Вікторович      | 23 липня 1985   | Україна  | 3        | 0        |
|              | Стойміровіч Александар        | 11 грудня 1982  | Сербія   | 4        | 0        |
|              | Ярмаш Григорій Петрович       | 4 січня 1985    | Україна  | 29       | 0        |
| Нападники    |                               |                 |          |          |          |
|              | Груміч Мірослав               | 29 червня 1984  | Сербія   | 26       | 3        |
|              | Лікіою Каталін Сергіу         | 20 січня 1981   | Румунія  | 25       | 2        |
|              | Левига Руслан Іванович        | 31 січня 1983   | Україна  | 12       | 0        |
|              | Швець Ігор Богданович         | 14 березня 1985 | Україна  | 9        | 2        |
|              | Янузі Ахмед                   | 8 липня 1988    | Албанія  | 10       | 1        |

## «Динамо» (Київ)
Головний тренер: Анатолій Дем'яненко
| №            | Футболіст                           | Дата народження  | Країна     | Ігри     | Голи     |
| Воротарі     | Воротарі                            | Воротарі         | Воротарі   | Воротарі | Воротарі |
| ------------ | ----------------------------------- | ---------------- | ---------- | -------- | -------- |
| 21           | Луценко Тарас Володимирович         | 1 лютого 1974    | Україна    | 2        | 1п       |
| 55           | Рибка Олександр Євгенійович         | 10 квітня 1987   | Україна    | 4        | 3п       |
| 1            | Шовковський Олександр Володимирович | 2 січня 1975     | Україна    | 24       | 19п      |
| Захисники    |                                     |                  |            |          |          |
| 40           | Єщенко Андрій Олегович              | 9 лютого 1984    | Росія      | 1        | 0        |
| 34           | Імедашвілі Давіт                    | 15 грудня 1984   | Грузія     | 2        | 0        |
| 2            | Аладашвілі Кахабер                  | 11 серпня 1983   | Грузія     | 2        | 0        |
| 27           | Ващук Владислав Вікторович          | 2 січня 1975     | Україна    | 13       | 0        |
| 32           | Гавранчіч Горан                     | 2 серпня 1978    | Сербія     | 11       | 1        |
| 41           | Допілка Олег Васильович             | 12 березня 1986  | Україна    | 1        | 0        |
| 30           | Ель Каддурі Бадр                    | 31 січня 1981    | Марокко    | 10       | 1        |
| 29           | Мандзюк Віталій Васильович          | 24 січня 1986    | Україна    | 9        | 0        |
| 81           | Марковіч Мар'ян                     | 28 вересня 1981  | Сербія     | 20       | 0        |
| 26           | Несмачний Андрій Миколайович        | 28 лютого 1979   | Україна    | 21       | 3        |
| 4            | Дантас Біспо Родольфо               | 23 жовтня 1982   | Бразилія   | 9        | 1        |
| 44           | Да Коста Родріго Балдассо           | 27 серпня 1980   | Бразилія   | 20       | 6        |
| 6            | Сабліч Горан                        | 4 серпня 1979    | Хорватія   | 6        | 1        |
| 24           | Федорів Віталій Миколайович         | 21 жовтня 1987   | Україна    | 1        | 1        |
| Півзахисники |                                     |                  |            |          |          |
| 88           | Алієв Олександр Олександрович       | 3 лютого 1985    | Україна    | 3        | 0        |
| 8            | Бялькевіч Валянцін Мікалаєвіч       | 27 січня 1973    | Білорусь   | 11       | 1        |
| 4            | Гіоане Тіберіу                      | 18 червня 1981   | Румунія    | 11       | 1        |
| 20           | Гусєв Олег Анатолійович             | 25 квітня 1983   | Україна    | 26       | 4        |
| 15           | Пачеко да Фонтура Діого Аугусто     | 18 квітня 1980   | Бразилія   | 16       | 7        |
| 7            | Корреа Карлос Родріго               | 29 грудня 1980   | Бразилія   | 24       | 5        |
| 42           | Мілько Вадим Іванович               | 22 серпня 1986   | Україна    | 1        | 0        |
| 17           | Михалик Тарас Володимирович         | 28 жовтня 1983   | Україна    | 23       | 2        |
| 43           | Морозюк Микола Миколайович          | 17 січня 1988    | Україна    | 1        | 0        |
| 36           | Нінковіч Мілош                      | 25 грудня 1984   | Сербія     | 5        | 0        |
| 33           | Олійник Денис Вікторович            | 16 червня 1987   | Україна    | 2        | 0        |
| 5            | Ребров Сергій Станіславович         | 3 червня 1974    | Україна    | 17       | 6        |
| 14           | Ротань Руслан Петрович              | 29 жовтня 1981   | Україна    | 12       | 1        |
| 10           | Чернат Флорін Лучіан                | 10 травня 1980   | Румунія    | 12       | 0        |
| 37           | Юссуф Атанда Аїла                   | 4 листопада 1984 | Нігерія    | 21       | 2        |
| Нападники    |                                     |                  |            |          |          |
| 23           | Верпаковськийс Маріс                | 15 жовтня 1979   | Латвія     | 6        | 1        |
| 9            | Де Соуза Фрейтас Клебер Джакомасе   | 12 серпня 1983   | Бразилія   | 15       | 8        |
| 38           | Кравець Артем Анатолійович          | 3 червня 1989    | Україна    | 1        | 0        |
| 78           | Лисенко Володимир Володимирович     | 20 квітня 1988   | Україна    | 1        | 0        |
| 22           | Марцваладзе Отар                    | 14 липня 1984    | Грузія     | 2        | 0        |
| 25           | Мілевський Артем Володимирович      | 12 січня 1985    | Україна    | 14       | 5        |
| 11           | Туре Демба                          | 31 грудня 1984   | Сенегал    | 4        | 0        |
| 18           | Фаркаш Балаж                        | 24 квітня 1988   | Угорщина   | 4        | 0        |
| 16           | Шацьких Максим Олександрович        | 30 серпня 1978   | Узбекистан | 29       | 9        |

## «Дніпро» (Дніпропетровськ)
Головний тренер: Олег Протасов
| №            | Футболіст                        | Дата народження   | Країна     | Ігри     | Голи     |
| Воротарі     | Воротарі                         | Воротарі          | Воротарі   | Воротарі | Воротарі |
| ------------ | -------------------------------- | ----------------- | ---------- | -------- | -------- |
|              | Кернозенко Вячеслав Сергійович   | 4 червня 1976     | Україна    | 11       | 5п       |
|              | Куслій Артем Володимирович       | 7 липня 1981      | Україна    | 7        | 6п       |
|              | Старцев Максим Олександрович     | 20 січня 1980     | Україна    | 13       | 13п      |
| Захисники    |                                  |                   |            |          |          |
|              | Єзерський Володимир Іванович     | 15 листопада 1976 | Україна    | 22       | 4        |
|              | Аладашвілі Кахабер               | 11 серпня 1983    | Грузія     | 5        | 0        |
|              | Дєнісов Віталій Гєннадьєвіч      | 23 лютого 1987    | Узбекистан | 12       | 0        |
|              | Матюхін Сергій Володимирович     | 21 березня 1980   | Україна    | 7        | 0        |
|              | Радченко Олександр Борисович     | 19 липня 1976     | Україна    | 3        | 0        |
|              | Романчук Олександр Володимирович | 21 жовтня 1984    | Україна    | 5        | 0        |
|              | Русол Андрій Анатолійович        | 16 січня 1983     | Україна    | 28       | 1        |
|              | Сердюк Вячеслав Олександрович    | 28 січня 1985     | Україна    | 5        | 0        |
|              | Шершун Богдан Миколайович        | 14 травня 1981    | Україна    | 29       | 1        |
| Півзахисники |                                  |                   |            |          |          |
|              | Андрієнко Денис Андрійович       | 12 квітня 1980    | Україна    | 17       | 0        |
|              | Бідненко Руслан Михайлович       | 20 липня 1981     | Україна    | 5        | 0        |
|              | Бартуловіч Младен                | 5 жовтня 1986     | Хорватія   | 20       | 0        |
|              | Главіна Деніс                    | 3 березня 1986    | Хорватія   | 9        | 0        |
|              | Грицай Олександр Анатолійович    | 30 вересня 1977   | Україна    | 26       | 0        |
|              | Де Олівейра Мораіс Давідсон      | 18 липня 1981     | Бразилія   | 23       | 0        |
|              | Канкава Джаба Георгійович        | 18 березня 1986   | Грузія     | 9        | 0        |
|              | Костишин Руслан Володимирович    | 8 січня 1977      | Україна    | 4        | 0        |
|              | Кравченко Костянтин Сергійович   | 24 вересня 1986   | Україна    | 25       | 0        |
|              | Лисицький Віталій Сергійович     | 16 квітня 1982    | Україна    | 1        | 0        |
|              | Мотуз Сергій Сергійович          | 6 липня 1982      | Україна    | 10       | 0        |
|              | Назаренко Сергій Юрійович        | 16 лютого 1980    | Україна    | 28       | 10       |
|              | Шахов Євген Євгенович            | 30 листопада 1990 | Україна    | 5        | 0        |
|              | Шелаєв Олег Миколайович          | 5 листопада 1976  | Україна    | 26       | 2        |
| Нападники    |                                  |                   |            |          |          |
|              | Балабанов Костянтин Олексійович  | 13 серпня 1982    | Україна    | 3        | 0        |
|              | Барабадзе Ревазі                 | 4 жовтня 1988     | Україна    | 2        | 0        |
|              | Корніленко Сергій Олександрович  | 14 червня 1983    | Білорусь   | 26       | 10       |
|              | Мелащенко Олександр Петрович     | 13 грудня 1978    | Україна    | 9        | 1        |
|              | Самодін Сергій Олександрович     | 14 лютого 1985    | Росія      | 13       | 3        |
|              | Чичиков Олексій Григорович       | 30 вересня 1987   | Україна    | 2        | 0        |

## «Зоря» (Луганськ)
Головні тренери: Юрій Коваль (3 матчі), Володимир Безсонов (8 матчів), Юрій Малигін (5 матчів), Олександр Косевич (14 матчів)
| №            | Футболіст                           | Дата народження   | Країна           | Ігри     | Голи     |
| Воротарі     | Воротарі                            | Воротарі          | Воротарі         | Воротарі | Воротарі |
| ------------ | ----------------------------------- | ----------------- | ---------------- | -------- | -------- |
|              | Богдан Андріан                      | 27 серпня 1976    | Молдова          | 2        | 3п       |
|              | Козаченко Дмитро Анатолійович       | 11 січня 1982     | Україна          | 14       | 21п      |
|              | Комарицький Андрій Андрійович       | 2 лютого 1982     | Україна          | 9        | 7п       |
|              | Нікітін Андрій Дмитрович            | 8 січня 1972      | Україна          | 5        | 12п      |
| Захисники    |                                     |                   |                  |          |          |
|              | Івоссо Патрік                       | 5 лютого 1982     | Республіка Конго | 7        | 0        |
|              | Буньєвчевич Мирко                   | 5 лютого 1978     | Сербія           | 13       | 2        |
|              | Вишняк Ярослав Васильович           | 22 липня 1982     | Україна          | 4        | 0        |
|              | Дмитрієв Сергій Олександрович       | 3 листопада 1978  | Україна          | 3        | 0        |
|              | Задорожний Сергій Михайлович        | 20 лютого 1976    | Україна          | 16       | 0        |
|              | Канюк Андрій Володимирович          | 12 червня 1983    | Україна          | 9        | 0        |
|              | Кондаков Юрій Миколайович           | 5 лютого 1975     | Україна          | 5        | 0        |
|              | Малигін Олександр Володимирович     | 27 листопада 1979 | Росія            | 15       | 0        |
|              | Пищур Олександр Віталійович         | 29 січня 1981     | Україна          | 15       | 0        |
|              | Поклонський Олександр Володимирович | 22 січня 1975     | Україна          | 10       | 0        |
|              | Храмцов Олексій Володимирович       | 8 листопада 1975  | Україна          | 17       | 1        |
|              | Шевченко Олег Вікторович            | 16 вересня 1978   | Україна          | 7        | 0        |
|              | Яксманицький Володимир Іванович     | 4 лютого 1977     | Україна          | 13       | 0        |
| Півзахисники |                                     |                   |                  |          |          |
|              | Ібанда Патрік Гійом                 | 5 вересня 1978    | Камерун          | 22       | 0        |
|              | Воробей Дмитро Сергійович           | 10 травня 1985    | Україна          | 10       | 2        |
|              | Голопьоров Владислав Юрійович       | 10 жовтня 1983    | Україна          | 11       | 0        |
|              | Гончар Олександр Борисович          | 25 лютого 1980    | Україна          | 0        | 0        |
|              | Городов Олексій Анатолійович        | 28 серпня 1978    | Україна          | 13       | 1        |
|              | Доценко Віктор Петрович             | 10 грудня 1975    | Україна          | 13       | 0        |
|              | Дун'їч Дарко                        | 8 лютого 1981     | Сербія           | 14       | 0        |
|              | Зеленбаба Владімір                  | 6 лютого 1982     | Сербія           | 6        | 0        |
|              | Зубов Геннадій Олександрович        | 12 вересня 1977   | Україна          | 11       | 2        |
|              | Каменюка Микита Олександрович       | 3 червня 1985     | Україна          | 16       | 2        |
|              | Кормильцев Сергій Геннадійович      | 23 січня 1974     | Україна          | 3        | 0        |
|              | Спадото Адріано Луіс                | 9 лютого 1977     | Бразилія         | 1        | 0        |
|              | Луценко Євген Валентинович          | 10 листопада 1980 | Україна          | 6        | 0        |
|              | Овеков Гуванчмухамед                | 2 лютого 1981     | Туркменістан     | 12       | 1        |
|              | Онищенко Денис Анатолійович         | 15 вересня 1978   | Україна          | 7        | 0        |
|              | Онищенко Олег Олегович              | 21 грудня 1982    | Україна          | 13       | 2        |
|              | Платонов Валентин Вікторович        | 15 січня 1977     | Україна          | 10       | 2        |
|              | Погорелов Іван Анатолійович         | 12 березня 1982   | Україна          | 3        | 0        |
|              | Савін Артем Сергійович              | 20 січня 1981     | Україна          | 10       | 0        |
|              | Тауфік Салхі                        | 21 серпня 1979    | Туніс            | 5        | 0        |
|              | Смалько Андрій Олексійович          | 22 січня 1981     | Україна          | 5        | 1        |
|              | Алмір Сулеймановіч                  | 26 січня 1981     | Словенія         | 2        | 0        |
| Нападники    |                                     |                   |                  |          |          |
|              | Арістархов Максим Юрійович          | 9 березня 1980    | Росія            | 2        | 0        |
|              | Руді Бебей-Ндей                     | 9 березня 1986    | Республіка Конго | 3        | 0        |
|              | Бушюа Аймен                         | 24 серпня 1979    | Туніс            | 2        | 0        |
|              | Рібейро Флавіо Діас                 | 12 квітня 1978    | Бразилія         | 6        | 2        |
|              | Кирилов Вадим Васильович            | 2 червня 1981     | Україна          | 10       | 2        |
|              | Мітерєв Юрій                        | 28 лютого 1975    | Молдова          | 5        | 0        |
|              | Поповічі Александру                 | 9 квітня 1977     | Молдова          | 8        | 1        |
|              | Рікановіч Мірослав                  | 20 січня 1983     | Сербія           | 8        | 1        |
|              | Челідзе Георге                      | 24 жовтня 1986    | Грузія           | 13       | 1        |

## «Іллічівець» (Маріуполь)
Головні тренери: Іван Балан (23 матчі), Олександр Червоний (3 матчі), Юрій Керман (4 матчі)
| №            | Футболіст                         | Дата народження   | Країна   | Ігри     | Голи     |
| Воротарі     | Воротарі                          | Воротарі          | Воротарі | Воротарі | Воротарі |
| ------------ | --------------------------------- | ----------------- | -------- | -------- | -------- |
|              | Шуховцев Ігор Вікторович          | 13 липня 1971     | Україна  | 30       | 39п      |
| Захисники    |                                   |                   |          |          |          |
|              | Бояринцев Леонід Андрійович       | 18 вересня 1982   | Україна  | 18       | 0        |
|              | Гібалюк Микола Миколайович        | 21 травня 1984    | Україна  | 8        | 0        |
|              | Конюшенко Андрій Вікторович       | 2 квітня 1977     | Україна  | 21       | 2        |
|              | Краснопьоров Олег Володимирович   | 25 липня 1980     | Україна  | 29       | 2        |
|              | Кулаков Денис Єрмилович           | 1 травня 1986     | Україна  | 21       | 1        |
|              | Лащенков Сергій Миколайович       | 24 березня 1980   | Молдова  | 17       | 0        |
|              | Малигін Олександр Володимирович   | 27 листопада 1979 | Росія    | 10       | 1        |
|              | Мальцев Олександр Володимирович   | 30 жовтня 1975    | Україна  | 24       | 0        |
|              | Олефір Володимир Андрійович       | 26 лютого 1980    | Україна  | 11       | 0        |
|              | Орбеладзе Сергі                   | 1 травня 1982     | Грузія   | 1        | 0        |
|              | Салатін Вадим Євгенович           | 3 жовтня 1985     | Україна  | 8        | 0        |
| Півзахисники |                                   |                   |          |          |          |
|              | Єсін Дмитро Олександрович         | 15 квітня 1980    | Україна  | 26       | 4        |
|              | Кілікевич Володимир Володимирович | 30 листопада 1983 | Україна  | 2        | 0        |
|              | Мазуренко Олег Миколайович        | 8 листопада 1977  | Україна  | 25       | 1        |
|              | Оберемко Андрій Олександрович     | 18 березня 1984   | Україна  | 2        | 0        |
|              | Папуш Олександр Сергійович        | 14 січня 1985     | Україна  | 2        | 0        |
|              | Платонов Валентин Вікторович      | 15 січня 1977     | Україна  | 12       | 1        |
|              | Пуканич Адріан Миколайович        | 22 червня 1983    | Україна  | 3        | 0        |
|              | Скоба Ігор Олегович               | 21 травня 1982    | Україна  | 21       | 0        |
|              | Цімакурідзе Гіоргі                | 10 листопада 1983 | Грузія   | 2        | 0        |
|              | Цихмейструк Едуард Миколайович    | 24 червня 1973    | Україна  | 23       | 1        |
|              | Шевченко В'ячеслав Тарасович      | 30 травня 1985    | Україна  | 1        | 0        |
|              | Шкред Олег Васильович             | 1 жовтня 1982     | Україна  | 4        | 2        |
|              | Ярош Руслан Леонідович            | 31 серпня 1979    | Україна  | 14       | 1        |
| Нападники    |                                   |                   |          |          |          |
|              | Акобян Ара                        | 4 листопада 1980  | Вірменія | 5        | 0        |
|              | Акобян Арам                       | 15 серпня 1979    | Вірменія | 12       | 0        |
|              | Антоненко Олександр Сергійович    | 29 грудня 1978    | Україна  | 1        | 0        |
|              | Бабич Костянтин Миколайович       | 6 травня 1975     | Україна  | 17       | 2        |
|              | Кривошеєнко Іван Васильович       | 11 травня 1984    | Україна  | 29       | 2        |
|              | Левига Руслан Іванович            | 31 січня 1983     | Україна  | 10       | 2        |

## «Карпати» (Львів)
Головні тренери: Олександр Іщенко (24 матчі), Юрій Дячук-Ставицький (6 матчів)
| №            | Футболіст                       | Дата народження   | Країна   | Ігри     | Голи     |
| Воротарі     | Воротарі                        | Воротарі          | Воротарі | Воротарі | Воротарі |
| ------------ | ------------------------------- | ----------------- | -------- | -------- | -------- |
|              | Мартищук Юрій Васильович        | 22 квітня 1986    | Україна  | 1        | 1п       |
|              | Налепа Мацей Павел              | 31 березня 1978   | Польща   | 9        | 12п      |
|              | Тлумак Андрій Богданович        | 7 березня 1979    | Україна  | 20       | 19п      |
| Захисники    |                                 |                   |          |          |          |
|              | Іщенко Микола Анатолійович      | 9 березня 1983    | Україна  | 24       | 1        |
|              | Лапко Микола Романович          | 11 жовтня 1976    | Україна  | 18       | 0        |
|              | Петрівський Тарас Степанович    | 3 лютого 1984     | Україна  | 13       | 1        |
|              | Пшеничних Сергій Миколайович    | 19 листопада 1981 | Україна  | 25       | 0        |
|              | Распопов Андрій Миколайович     | 25 червня 1978    | Україна  | 13       | 1        |
|              | Тимчишин Олег Миронович         | 8 липня 1977      | Україна  | 22       | 0        |
|              | Федорів Володимир Миколайович   | 29 липня 1985     | Україна  | 27       | 0        |
| Півзахисники |                                 |                   |          |          |          |
|              | Бобилєв Володимир Володимирович | 6 липня 1984      | Україна  | 2        | 0        |
|              | Годвін Самсон                   | 11 листопада 1983 | Нігерія  | 26       | 1        |
|              | Голодюк Олег Юрійович           | 2 січня 1988      | Україна  | 2        | 0        |
|              | Женюх Олег Васильович           | 22 березня 1987   | Україна  | 4        | 0        |
|              | Кобін Василь Васильович         | 24 травня 1985    | Україна  | 28       | 2        |
|              | Панас Вадим Володимирович       | 23 травня 1985    | Україна  | 1        | 0        |
|              | Сворак Ярослав Любомирович      | 7 лютого 1989     | Україна  | 4        | 0        |
|              | Ситник Олександр Борисович      | 2 січня 1985      | Україна  | 3        | 0        |
|              | Сучков Аляксєй Вячаслававіч     | 10 червня 1981    | Білорусь | 24       | 2        |
|              | Ткачук Андрій Миколайович       | 18 листопада 1987 | Україна  | 4        | 0        |
|              | Худоб'як Ігор Ярославович       | 20 лютого 1985    | Україна  | 22       | 1        |
|              | Шмаков Євгеній Вікторович       | 7 червня 1985     | Україна  | 21       | 0        |
| Нападники    |                                 |                   |          |          |          |
|              | Ідахор Ісі Лаки                 | 30 серпня 1980    | Нігерія  | 10       | 0        |
|              | Роша Батіста Вільям             | 27 липня 1980     | Бразилія | 26       | 10       |
|              | Голбан Александру Георге        | 28 лютого 1979    | Молдова  | 1        | 0        |
|              | Ковєль Лєанід Лєанідавіч        | 29 липня 1986     | Білорусь | 13       | 6        |
|              | Мартинюк Ярослав Петрович       | 20 лютого 1989    | Україна  | 2        | 0        |
|              | Платон Руслан Сергійович        | 12 січня 1982     | Україна  | 14       | 0        |
|              | Фещук Максим Ігорович           | 25 листопада 1985 | Україна  | 19       | 0        |

## «Кривбас» (Кривий Ріг)
Головні тренери: Олександр Косевич (16 матчів), Олег Таран (14 матчів)
| №            | Футболіст                           | Дата народження   | Країна   | Ігри     | Голи     |
| Воротарі     | Воротарі                            | Воротарі          | Воротарі | Воротарі | Воротарі |
| ------------ | ----------------------------------- | ----------------- | -------- | -------- | -------- |
|              | Бажан Ігор Миколайович              | 2 грудня 1981     | Україна  | 23       | 23п      |
|              | Боровик Євген Анатолійович          | 2 березня 1985    | Україна  | 4        | 5п       |
|              | Остапенко Олег Володимирович        | 27 жовтня 1977    | Україна  | 3        | 2п       |
|              | Старцев Максим Олександрович        | 20 січня 1980     | Україна  | 3        | 6п       |
| Захисники    |                                     |                   |          |          |          |
|              | Ілеску Денис                        | 20 січня 1987     | Молдова  | 1        | 0        |
|              | Вернидуб Віталій Юрійович           | 17 жовтня 1987    | Україна  | 9        | 0        |
|              | Грановський Олександр Анатолійович  | 11 березня 1976   | Україна  | 6        | 0        |
|              | Грошев Юрій Валерійович             | 16 травня 1976    | Україна  | 1        | 0        |
|              | Джорджевіч Славолюб                 | 15 лютого 1981    | Сербія   | 9        | 0        |
|              | Ковальчук Петро Ярославович         | 28 травня 1984    | Україна  | 13       | 1        |
|              | Коротецький Ігор Олександрович      | 13 вересня 1987   | Україна  | 13       | 0        |
|              | Котелюх Олег Дмитрович              | 19 червня 1979    | Україна  | 9        | 0        |
|              | Ндрека Генрі                        | 27 березня 1983   | Албанія  | 13       | 0        |
|              | Олефір Володимир Андрійович         | 26 лютого 1980    | Україна  | 13       | 1        |
|              | Опря Анатолій Олександрович         | 25 листопада 1977 | Україна  | 13       | 1        |
|              | Поклонський Олександр Володимирович | 22 січня 1975     | Україна  | 10       | 0        |
|              | Радченко Олександр Борисович        | 19 липня 1976     | Україна  | 5        | 1        |
|              | Савін Артем Сергійович              | 20 січня 1981     | Україна  | 11       | 0        |
|              | Старостяк Михайло Володимирович     | 13 жовтня 1973    | Україна  | 2        | 0        |
|              | Яксманицький Володимир Іванович     | 4 лютого 1977     | Україна  | 15       | 0        |
| Півзахисники |                                     |                   |          |          |          |
|              | Єпуряну Сергей                      | 12 вересня 1976   | Молдова  | 15       | 0        |
|              | Акопян Армен Антонович              | 15 січня 1980     | Україна  | 12       | 0        |
|              | Бурдулі Владімер                    | 26 жовтня 1980    | Грузія   | 20       | 1        |
|              | Биликбаші Доріан                    | 8 серпня 1980     | Албанія  | 9        | 0        |
|              | Григорик Андрій В'ячеславович       | 31 березня 1988   | Україна  | 1        | 0        |
|              | Грицук Василь Васильович            | 21 листопада 1987 | Україна  | 6        | 0        |
|              | Дун'їч Дарко                        | 8 лютого 1981     | Сербія   | 15       | 0        |
|              | Згура Сергій Олександрович          | 3 листопада 1977  | Україна  | 1        | 0        |
|              | Костишин Руслан Володимирович       | 8 січня 1977      | Україна  | 12       | 0        |
|              | Котенко Іван Петрович               | 28 квітня 1985    | Україна  | 9        | 0        |
|              | Кучеренко Іван Васильович           | 6 січня 1987      | Україна  | 1        | 0        |
|              | Лисицький Віталій Сергійович        | 16 квітня 1982    | Україна  | 11       | 1        |
|              | Мельник Віктор Володимирович        | 11 серпня 1980    | Україна  | 4        | 0        |
|              | Павлов Віталій Сергійович           | 25 червня 1988    | Україна  | 1        | 0        |
|              | Ражков Ігар Аляксандравіч           | 24 червня 1981    | Білорусь | 13       | 0        |
|              | Тришович Александар                 | 25 листопада 1983 | Сербія   | 1        | 0        |
|              | Шевелюхін Олександр Анатолійович    | 27 серпня 1982    | Україна  | 14       | 1        |
|              | Шікліч Рональд                      | 24 листопада 1980 | Хорватія | 6        | 0        |
|              | Шкембі Бледі                        | 13 серпня 1979    | Албанія  | 5        | 0        |
| Нападники    |                                     |                   |          |          |          |
|              | Іващенко Олександр Володимирович    | 19 лютого 1985    | Україна  | 17       | 3        |
|              | Гігіадзе Васіл                      | 3 червня 1977     | Грузія   | 27       | 11       |
|              | Костишин Віталій Володимирович      | 12 жовтня 1986    | Україна  | 1        | 0        |
|              | Поповічі Александру                 | 9 квітня 1977     | Молдова  | 9        | 1        |
|              | Сачко Василь Вікторович             | 3 травня 1975     | Україна  | 28       | 7        |

## «Металіст» (Харків)
Головний тренер: Мирон Маркевич
| №            | Футболіст                      | Дата народження   | Країна   | Ігри     | Голи     |
| Воротарі     | Воротарі                       | Воротарі          | Воротарі | Воротарі | Воротарі |
| ------------ | ------------------------------ | ----------------- | -------- | -------- | -------- |
|              | Горяінов Олександр Сергійович  | 29 червня 1975    | Україна  | 29       | 20п      |
| Захисники    |                                |                   |          |          |          |
|              | Бабич Олександр Олександрович  | 15 лютого 1979    | Україна  | 25       | 4        |
|              | Бордіян Віталі                 | 11 серпня 1984    | Молдова  | 28       | 0        |
|              | Ганчаржик Северин Даніель      | 22 листопада 1981 | Польща   | 25       | 2        |
|              | Обрадовіч Мілан                | 3 серпня 1977     | Сербія   | 27       | 0        |
|              | Папа Гуйе                      | 7 червня 1984     | Сенегал  | 24       | 1        |
|              | Стойкан Владімір Флавіус       | 24 листопада 1976 | Румунія  | 1        | 0        |
|              | Хомин Андрій Михайлович        | 2 січня 1982      | Україна  | 13       | 0        |
| Півзахисники |                                |                   |          |          |          |
|              | Барілко Сергій Володимирович   | 5 січня 1987      | Україна  | 1        | 0        |
|              | Валяєв Сергій Валентинович     | 16 вересня 1978   | Україна  | 23       | 1        |
|              | Данілав Аляксандр Анатольєвіч  | 10 вересня 1980   | Білорусь | 29       | 3        |
|              | Девіч Марко                    | 27 жовтня 1983    | Україна  | 27       | 4        |
|              | Костюк Сергій Володимирович    | 5 березня 1986    | Україна  | 2        | 0        |
|              | Кузняцов Сяргей Вячаслававіч   | 3 листопада 1979  | Білорусь | 16       | 1        |
|              | Олійник Олексій Степанович     | 14 листопада 1977 | Україна  | 3        | 0        |
|              | Рикун Олександр Валерійович    | 6 травня 1978     | Україна  | 26       | 7        |
|              | Світличний Роман Петрович      | 4 січня 1986      | Україна  | 1        | 0        |
|              | Слюсар Валентин Васильович     | 15 вересня 1977   | Україна  | 23       | 3        |
| Нападники    |                                |                   |          |          |          |
|              | Антонов Олексій Геннадійович   | 8 травня 1986     | Україна  | 8        | 4        |
|              | Діденко Анатолій Олександрович | 9 червня 1982     | Україна  | 21       | 3        |
|              | Давидов Сергій Вікторович      | 16 грудня 1984    | Україна  | 15       | 1        |
|              | Мрдаковіч Мілян                | 6 травня 1982     | Сербія   | 2        | 0        |
|              | Нвоа Онєкачі                   | 28 лютого 1983    | Нігерія  | 9        | 0        |
|              | Фомін Руслан Миколайович       | 2 березня 1986    | Україна  | 25       | 5        |

## «Металург» (Донецьк)
Головні тренери: Анхель Алонсо (16 матчів), Ко Адріансе (10 матчів), Йос Дарден (4 матчі)
| №            | Футболіст                        | Дата народження   | Країна       | Ігри     | Голи     |
| Воротарі     | Воротарі                         | Воротарі          | Воротарі     | Воротарі | Воротарі |
| ------------ | -------------------------------- | ----------------- | ------------ | -------- | -------- |
|              | Вірт Юрій Миколайович            | 4 травня 1974     | Україна      | 16       | 16п      |
|              | Воробйов Дмитро Олександрович    | 27 серпня 1977    | Україна      | 11       | 18п      |
|              | Дішлєнковіч Владімір             | 2 липня 1981      | Сербія       | 3        | 1п       |
| Захисники    |                                  |                   |              |          |          |
|              | Бечірі Елвін                     | 27 вересня 1980   | Албанія      | 8        | 0        |
|              | Бусаіді Аніс                     | 10 квітня 1981    | Туніс        | 20       | 0        |
|              | Воловик Олександр Ігорович       | 28 жовтня 1985    | Україна      | 4        | 0        |
|              | Кондратюк Богдан Олександрович   | 19 червня 1987    | Україна      | 1        | 0        |
|              | Круіфф Йохан Йорді               | 9 лютого 1974     | Нідерланди   | 13       | 0        |
|              | Мельник Вадим Васильович         | 16 травня 1980    | Україна      | 17       | 0        |
|              | Назаренко Дмитро Миколайович     | 14 вересня 1987   | Україна      | 2        | 0        |
|              | Не Арсен                         | 4 січня 1981      | Кот-д'Івуар  | 12       | 0        |
|              | Незірі Боян                      | 26 лютого 1982    | Сербія       | 13       | 0        |
|              | Фернандес Артола Даніель         | 20 січня 1983     | Іспанія      | 20       | 0        |
|              | Чечер Вячеслав Леонідович        | 15 грудня 1980    | Україна      | 28       | 1        |
| Півзахисники |                                  |                   |              |          |          |
|              | Глад Марсіо                      | 23 вересня 1980   | Бразилія     | 10       | 0        |
|              | Пачеко де Олівейра Сержіо        | 7 червня 1981     | Бразилія     | 22       | 2        |
|              | Де Соуза Жозе Леандро            | 14 травня 1985    | Бразилія     | 17       | 0        |
|              | Джіре Абдулає                    | 28 лютого 1981    | Кот-д'Івуар  | 15       | 0        |
|              | Зезе Венанс                      | 17 червня 1981    | Кот-д'Івуар  | 21       | 2        |
|              | Лембі-Нзело Ерве                 | 25 серпня 1975    | Бельгія      | 14       | 0        |
|              | Лупашко Владислав Вікторович     | 4 грудня 1986     | Україна      | 1        | 0        |
|              | Міту Дан Маріус                  | 10 вересня 1976   | Румунія      | 27       | 2        |
|              | Полянський Олексій Володимирович | 12 квітня 1986    | Україна      | 10       | 0        |
| Нападники    |                                  |                   |              |          |          |
|              | Арістід Бансе                    | 19 вересня 1984   | Буркіна-Фасо | 12       | 2        |
|              | Рамос Вог Пауло Сезар            | 7 лютого 1977     | Бразилія     | 7        | 1        |
|              | Деметрадзе Георге                | 26 вересня 1976   | Грузія       | 16       | 2        |
|              | Косирін Олександр Михайлович     | 18 червня 1977    | Україна      | 15       | 3        |
|              | Мендоса Асеведо Андрес Аугусто   | 26 квітня 1978    | Перу         | 21       | 7        |
|              | Нікитський Максим Євгенович      | 16 вересня 1981   | Україна      | 1        | 0        |
|              | Окодува Еммануель Осеї           | 21 листопада 1983 | Нігерія      | 12       | 1        |
|              | Прийомов Володимир Володимирович | 2 січня 1986      | Україна      | 24       | 3        |

## «Металург» (Запоріжжя)
Головні тренери: Сергій Ященко (22 матчі), Анатолій Чанцев (8 матчів)
| №            | Футболіст                          | Дата народження   | Країна             | Ігри     | Голи     |
| Воротарі     | Воротарі                           | Воротарі          | Воротарі           | Воротарі | Воротарі |
| ------------ | ---------------------------------- | ----------------- | ------------------ | -------- | -------- |
|              | Богуш Станіслав Олександрович      | 25 жовтня 1983    | Україна            | 2        | 1п       |
|              | Глущенко Андрій Олександрович      | 18 березня 1974   | Україна            | 13       | 16п      |
|              | Постранський Віталій Михайлович    | 2 серпня 1977     | Україна            | 15       | 15п      |
| Захисники    |                                    |                   |                    |          |          |
|              | Дудник Ігор Анатолійович           | 9 серпня 1985     | Україна            | 3        | 0        |
|              | Каваців Ярема Володимирович        | 10 лютого 1986    | Україна            | 2        | 0        |
|              | Карамушка Олег Олександрович       | 30 квітня 1984    | Україна            | 15       | 0        |
|              | Квірквелія Дато                    | 27 червня 1980    | Грузія             | 22       | 4        |
|              | Лозінський Євгеній Петрович        | 7 лютого 1982     | Україна            | 2        | 0        |
|              | Невмивака Дмитро Васильович        | 19 березня 1984   | Україна            | 2        | 0        |
|              | Перішіч Драган                     | 27 жовтня 1979    | Сербія             | 22       | 2        |
|              | Польовий Володимир Олександрович   | 28 липня 1985     | Україна            | 28       | 1        |
|              | Трусевич Максим Павлович           | 1 серпня 1985     | Україна            | 5        | 0        |
|              | Цігарав Ян Аляксандравіч           | 10 березня 1984   | Білорусь           | 9        | 0        |
|              | Челядзінський Арцьом Віктаравіч    | 29 грудня 1977    | Білорусь           | 27       | 1        |
| Півзахисники |                                    |                   |                    |          |          |
|              | Акопян Армен Антонович             | 15 січня 1980     | Україна            | 4        | 0        |
|              | Аржанов Володимир Олександрович    | 29 листопада 1985 | Україна            | 4        | 0        |
|              | Гай Антон Анатолійович             | 25 лютого 1986    | Україна            | 2        | 1        |
|              | Годін Олексій Вячеславович         | 2 лютого 1983     | Україна            | 26       | 2        |
|              | Демченко Андрій Анатолійович       | 20 серпня 1976    | Україна            | 19       | 1        |
|              | Кашевський Микола Миколайович      | 5 жовтня 1980     | Білорусь           | 26       | 1        |
|              | Любарський Руслан Миколайович      | 29 вересня 1973   | Україна            | 23       | 1        |
|              | Масев Данчо                        | 16 грудня 1983    | Північна Македонія | 5        | 0        |
|              | Михайленко Дмитро Станіславович    | 13 липня 1973     | Україна            | 19       | 0        |
|              | Пісоцький Євген Валерійович        | 22 квітня 1987    | Україна            | 2        | 0        |
|              | Патяк Олег Станіславович           | 28 листопада 1985 | Україна            | 2        | 0        |
|              | Попов Андрій Сергійович            | 4 липня 1985      | Україна            | 2        | 0        |
|              | Семененко Артем Андрійович         | 2 вересня 1988    | Україна            | 2        | 0        |
|              | Смірнов Денис Анатолійович         | 18 червня 1975    | Україна            | 6        | 0        |
|              | Степаненко Тарас Миколайович       | 8 серпня 1989     | Україна            | 12       | 0        |
|              | Тасевський Дарко                   | 20 травня 1984    | Північна Македонія | 13       | 0        |
| Нападники    |                                    |                   |                    |          |          |
|              | Борш Руслан Віталійович            | 4 жовтня 1988     | Україна            | 3        | 1        |
|              | Кабанов Тарас Володимирович        | 23 січня 1981     | Україна            | 11       | 1        |
|              | Лазарович Тарас Михайлович         | 22 квітня 1982    | Україна            | 7        | 0        |
|              | Модебадзе Іраклі Іузайович         | 4 жовтня 1984     | Грузія             | 21       | 4        |
|              | Сілюк Сергій Володимирович         | 5 червня 1985     | Україна            | 22       | 4        |
|              | Сантрапинських Євген Костянтинович | 21 жовтня 1987    | Україна            | 2        | 1        |
|              | Селак Мірко                        | 30 січня 1978     | Хорватія           | 13       | 0        |

## «Сталь» (Алчевськ)
Головний тренер: Тон Каанен
| №            | Футболіст                        | Дата народження   | Країна                           | Ігри     | Голи     |
| Воротарі     | Воротарі                         | Воротарі          | Воротарі                         | Воротарі | Воротарі |
| ------------ | -------------------------------- | ----------------- | -------------------------------- | -------- | -------- |
|              | Бабак Олександр Михайлович       | 3 лютого 1979     | Україна                          | 5        | 5п       |
|              | Комарицький Андрій Андрійович    | 2 лютого 1982     | Україна                          | 5        | 7п       |
|              | Старцев Вадим Володимирович      | 22 березня 1978   | Україна                          | 21       | 26п      |
| Захисники    |                                  |                   |                                  |          |          |
|              | Бойко Андрій Борисович           | 27 квітня 1981    | Україна                          | 5        | 0        |
|              | Гаврюшов Андрій Валерійович      | 24 вересня 1977   | Україна                          | 27       | 0        |
|              | Грнчаров Бобан                   | 12 серпня 1982    | Північна Македонія               | 19       | 1        |
|              | Грубеліч Марко                   | 23 вересня 1980   | Сербія                           | 21       | 0        |
|              | Окуново Гбенга Самуель           | 1 березня 1979    | Нігерія                          | 11       | 0        |
|              | Пархоменко Сергій Олександрович  | 18 квітня 1987    | Україна                          | 1        | 0        |
|              | Половков Олександр Іванович      | 4 жовтня 1979     | Україна                          | 28       | 2        |
|              | Шаїб Туре                        | 12 листопада 1978 | Кот-д'Івуар                      | 1        | 0        |
|              | Шуга Іван Семенович              | 7 лютого 1977     | Україна                          | 28       | 0        |
| Півзахисники |                                  |                   |                                  |          |          |
|              | Біто Сендлей Сідней              | 20 липня 1983     | Нідерландські Антильські острови | 23       | 3        |
|              | Войнаровський Роман Васильович   | 5 січня 1980      | Україна                          | 6        | 0        |
|              | Гавриш Віталій Володимирович     | 18 березня 1986   | Україна                          | 13       | 1        |
|              | Гомес Гарсія Рубен Марсело       | 26 січня 1984     | Аргентина                        | 30       | 0        |
|              | Горбушин Дмитро Андрійович       | 31 травня 1986    | Україна                          | 11       | 0        |
|              | Ессола Чамба Пауль Ерве          | 13 грудня 1981    | Франція                          | 11       | 0        |
|              | Касьянов Артем Андрійович        | 20 квітня 1983    | Україна                          | 26       | 5        |
|              | Коновалов Роман Віталійович      | 20 вересня 1984   | Україна                          | 1        | 0        |
|              | Кружилін Олександр Сергійович    | 19 лютого 1986    | Україна                          | 1        | 0        |
|              | Мелікян Єгіше Мєлікович          | 13 серпня 1979    | Вірменія                         | 9        | 1        |
|              | Окана-Стазі Бюрнель              | 10 липня 1983     | Республіка Конго                 | 22       | 0        |
|              | Цімакурідзе Гіоргі               | 10 листопада 1983 | Грузія                           | 12       | 0        |
| Нападники    |                                  |                   |                                  |          |          |
|              | Акименко Олександр Олександрович | 5 вересня 1985    | Україна                          | 3        | 0        |
|              | Акобян Ара                       | 4 листопада 1980  | Вірменія                         | 13       | 0        |
|              | Да Сільва Соуза Алан             | 9 грудня 1987     | Бразилія                         | 13       | 2        |
|              | Рамос Вог Пауло Сезар            | 7 лютого 1977     | Бразилія                         | 3        | 0        |
|              | Грибанов Сергій Олегович         | 17 листопада 1981 | Україна                          | 4        | 0        |
|              | Діоп Серіні Мор                  | 29 вересня 1988   | Франція                          | 11       | 1        |
|              | Жадан Артем Володимирович        | 11 лютого 1988    | Україна                          | 1        | 0        |
|              | Дос Сантос Сільва Жоземар        | 18 жовтня 1980    | Бразилія                         | 13       | 5        |
|              | Мостовий Артем Олександрович     | 5 жовтня 1983     | Україна                          | 4        | 0        |
|              | Сернецький Сергій Миколайович    | 30 серпня 1981    | Україна                          | 6        | 1        |
|              | Тимченко Ігор Вікторович         | 16 січня 1986     | Україна                          | 8        | 0        |

## «Таврія» (Сімферополь)
Головний тренер: Михайло Фоменко
| №            | Футболіст                        | Дата народження   | Країна   | Ігри     | Голи     |
| Воротарі     | Воротарі                         | Воротарі          | Воротарі | Воротарі | Воротарі |
| ------------ | -------------------------------- | ----------------- | -------- | -------- | -------- |
|              | Тодіч Саша                       | 26 березня 1974   | Сербія   | 30       | 30п      |
| Захисники    |                                  |                   |          |          |          |
|              | Вейкутіс Аудрюс                  | 23 липня 1979     | Литва    | 11       | 0        |
|              | Зельмікас Ірмартас               | 3 січня 1980      | Литва    | 23       | 1        |
|              | Міловановіч Марко                | 12 серпня 1982    | Сербія   | 4        | 0        |
|              | Омоко Оровіанор Гаррісон         | 12 грудня 1981    | Нігерія  | 27       | 0        |
|              | Першин Олександр Валентинович    | 23 червня 1977    | Україна  | 25       | 2        |
|              | Розгон Віталій Вікторович        | 23 березня 1980   | Україна  | 5        | 0        |
|              | Ціліншек Саша                    | 28 січня 1982     | Сербія   | 9        | 0        |
| Півзахисники |                                  |                   |          |          |          |
|              | Іванов Олексій Володимирович     | 9 січня 1978      | Україна  | 22       | 0        |
|              | Васіляускас Неріюс               | 20 червня 1977    | Литва    | 26       | 1        |
|              | Галюза Ілля Сергійович           | 16 листопада 1979 | Україна  | 13       | 0        |
|              | Голайдо Денис Олександрович      | 3 червня 1984     | Україна  | 13       | 1        |
|              | Де Ласерда Апаресіда Едмар       | 16 червня 1980    | Бразилія | 27       | 3        |
|              | Йокшас Андрюс                    | 12 січня 1979     | Литва    | 18       | 1        |
|              | Корнєв Андрій Володимирович      | 1 листопада 1978  | Україна  | 14       | 0        |
|              | Кузняцов Сяргей Вячаслававіч     | 3 листопада 1979  | Білорусь | 2        | 0        |
|              | Любенович Желько                 | 9 липня 1981      | Сербія   | 15       | 3        |
|              | Сібіряков Сергій Олександрович   | 1 січня 1982      | Україна  | 1        | 0        |
|              | Снитко Сергій Миколайович        | 31 березня 1975   | Україна  | 25       | 0        |
|              | Соляник Руслан Олексійович       | 8 серпня 1984     | Україна  | 10       | 0        |
|              | Шутов Олександр Валентинович     | 12 червня 1975    | Україна  | 10       | 1        |
| Нападники    |                                  |                   |          |          |          |
|              | Ідахор Ісі Лаки                  | 30 серпня 1980    | Нігерія  | 11       | 5        |
|              | Вишневський Вячеслав Миколайович | 16 квітня 1977    | Росія    | 14       | 4        |
|              | Гоменюк Володимир Михайлович     | 19 липня 1985     | Україна  | 26       | 8        |
|              | Годой Алвеш Жуніор Луіс Антоніо  | 20 вересня 1978   | Бразилія | 5        | 0        |
|              | Зборовський Андрій Олегович      | 25 лютого 1986    | Україна  | 2        | 0        |
|              | Ковпак Олександр Олександрович   | 2 лютого 1983     | Україна  | 26       | 2        |

## ФК «Харків»
Головні тренери: Володимир Кулаєв (14 матчів), Михайло Стельмах (2 матчі), Володимир Безсонов (14 матчів)
| №            | Футболіст                          | Дата народження   | Країна       | Ігри     | Голи     |
| Воротарі     | Воротарі                           | Воротарі          | Воротарі     | Воротарі | Воротарі |
| ------------ | ---------------------------------- | ----------------- | ------------ | -------- | -------- |
|              | Стойко Дмитро Вікторович           | 3 лютого 1975     | Україна      | 9        | 15п      |
|              | Худжамов Рустам Махмудкулович      | 5 жовтня 1982     | Україна      | 21       | 23п      |
| Захисники    |                                    |                   |              |          |          |
|              | Березовчук Андрій Володимирович    | 16 квітня 1981    | Україна      | 26       | 1        |
|              | Буряк Ігор Васильович              | 12 січня 1983     | Україна      | 10       | 0        |
|              | Дербаль Амор                       | 1 липня 1978      | Туніс        | 7        | 0        |
|              | Кіцута Анатолій Вікторович         | 22 грудня 1985    | Україна      | 6        | 0        |
|              | Комарницький Віталій Станіславович | 2 серпня 1981     | Україна      | 25       | 0        |
|              | Куценко Андрій Сергійович          | 30 травня 1979    | Україна      | 7        | 0        |
|              | Панкавец Аляксєй Юр'євіч           | 18 квітня 1981    | Білорусь     | 14       | 0        |
|              | Самборський Володимир Сергійович   | 29 серпня 1985    | Україна      | 9        | 0        |
|              | Соколенко Андрій Євгенович         | 8 червня 1978     | Україна      | 14       | 1        |
|              | Яценко Олександр Іванович          | 24 лютого 1985    | Україна      | 10       | 0        |
| Півзахисники |                                    |                   |              |          |          |
|              | Ібрагімов Ельдар Саїдович          | 22 червня 1976    | Узбекистан   | 10       | 0        |
|              | Ветренніков Сергій Юрійович        | 24 березня 1976   | Україна      | 5        | 0        |
|              | Городов Олексій Анатолійович       | 28 серпня 1978    | Україна      | 12       | 0        |
|              | Грінченко Микола Володимирович     | 27 лютого 1986    | Україна      | 3        | 0        |
|              | Гунчак Руслан Іванович             | 9 серпня 1979     | Україна      | 23       | 0        |
|              | Лашанков Явгеній Іванавіч          | 2 січня 1979      | Білорусь     | 9        | 0        |
|              | Максимов Олександр Олександрович   | 13 лютого 1985    | Україна      | 20       | 0        |
|              | Овеков Гуванчмухамед               | 2 лютого 1981     | Туркменістан | 12       | 0        |
|              | Опря Анатолій Олександрович        | 25 листопада 1977 | Україна      | 15       | 0        |
|              | Процюк Олександр Сергійович        | 1 лютого 1989     | Україна      | 1        | 0        |
|              | Рожок Сергій Володимирович         | 25 квітня 1985    | Україна      | 7        | 0        |
|              | Ситник Олександр Борисович         | 2 січня 1985      | Україна      | 13       | 0        |
|              | Смалько Андрій Олексійович         | 22 січня 1981     | Україна      | 12       | 1        |
|              | Цигирлаш Ігор Іванович             | 24 лютого 1984    | Молдова      | 6        | 1        |
|              | Чеберячко Євгеній Олександрович    | 19 червня 1983    | Україна      | 27       | 3        |
|              | Шопін Ігор Вікторович              | 15 червня 1978    | Україна      | 7        | 0        |
| Нападники    |                                    |                   |              |          |          |
|              | Гладкий Олександр Миколайович      | 24 серпня 1987    | Україна      | 29       | 13       |
|              | Рібейро Андерсон Мендес            | 2 липня 1981      | Бразилія     | 25       | 5        |
|              | Целих Юрій Миколайович             | 18 квітня 1979    | Україна      | 8        | 0        |

## «Чорноморець» (Одеса)
Головні тренери: Семен Альтман (22 матчі), Віктор Догадайло (8 матчів)
| №            | Футболіст                          | Дата народження   | Країна   | Ігри     | Голи     |
| Воротарі     | Воротарі                           | Воротарі          | Воротарі | Воротарі | Воротарі |
| ------------ | ---------------------------------- | ----------------- | -------- | -------- | -------- |
|              | Альтман Геннадій Семенович         | 22 травня 1979    | Україна  | 5        | 8п       |
|              | Гаєв Володимир Станіславович       | 28 жовтня 1977    | Білорусь | 2        | 2п       |
|              | Руденко Віталій Миколайович        | 26 січня 1981     | Україна  | 23       | 22п      |
| Захисники    |                                    |                   |          |          |          |
|              | Островський Андрій Миколайович     | 13 вересня 1973   | Білорусь | 3        | 0        |
|              | Білозор Сергій Володимирович       | 15 липня 1979     | Україна  | 20       | 1        |
|              | Канделакі Ілля                     | 26 грудня 1981    | Грузія   | 17       | 0        |
|              | Корнєв Андрій Володимирович        | 1 листопада 1978  | Україна  | 9        | 0        |
|              | Мжаванадзе Кахабер Нодарович       | 2 жовтня 1978     | Грузія   | 12       | 0        |
|              | Нижегородов Геннадій Олександрович | 7 червня 1977     | Росія    | 27       | 0        |
|              | Свідерський Вячеслав Михайлович    | 1 січня 1979      | Україна  | 12       | 0        |
|              | Симоненко Сергій Юрійович          | 12 червня 1981    | Україна  | 20       | 2        |
|              | Шашіашвілі Георгій                 | 1 вересня 1979    | Грузія   | 10       | 0        |
| Півзахисники |                                    |                   |          |          |          |
|              | Гілазєв Руслан Накіфович           | 7 січня 1977      | Україна  | 13       | 2        |
|              | Даниловський Сергій Юрійович       | 20 серпня 1981    | Україна  | 28       | 8        |
|              | Згура Олександр Олександрович      | 20 серпня 1985    | Україна  | 1        | 0        |
|              | Зотов Олександр Сергійович         | 23 лютого 1975    | Україна  | 23       | 1        |
|              | Кирильчик Павло Васильович         | 4 січня 1981      | Білорусь | 9        | 0        |
|              | Кірлік Андрій Яношевич             | 21 листопада 1974 | Україна  | 29       | 3        |
|              | Карицька Владзімір Міхайлавіч      | 6 липня 1979      | Білорусь | 13       | 3        |
|              | Лашанков Явгеній Іванавіч          | 2 січня 1979      | Білорусь | 2        | 1        |
|              | Луценко Євген Валентинович         | 10 листопада 1980 | Україна  | 7        | 0        |
|              | Полтавець Валентин Миколайович     | 18 квітня 1975    | Україна  | 27       | 7        |
|              | Ткаченко Сергій Вікторович         | 10 лютого 1979    | Україна  | 14       | 0        |
|              | Шищенко Сергій Юрійович            | 13 січня 1976     | Україна  | 27       | 3        |
| Нападники    |                                    |                   |          |          |          |
|              | Бугайов Ігор Віталійович           | 26 червня 1984    | Молдова  | 11       | 0        |
|              | Валєєв Рінар Салаватович           | 22 серпня 1987    | Україна  | 12       | 2        |
|              | Венглінський Олег Миколайович      | 21 березня 1978   | Україна  | 24       | 3        |
|              | Каблаш Олександр Геннадійович      | 5 вересня 1989    | Україна  | 1        | 0        |
|              | Осіпов Сергій Олександрович        | 10 липня 1978     | Росія    | 12       | 0        |

## «Шахтар» (Донецьк)
Головні тренери: Мірча Луческу (29 матчів), Микола Федоренко (1 матч)
| №            | Футболіст                        | Дата народження   | Країна   | Ігри     | Голи     |
| Воротарі     | Воротарі                         | Воротарі          | Воротарі | Воротарі | Воротарі |
| ------------ | -------------------------------- | ----------------- | -------- | -------- | -------- |
|              | Вірт Юрій Миколайович            | 4 травня 1974     | Україна  | 2        | 3п       |
|              | Купальний Олександр Анатолійович | 21 березня 1986   | Україна  | 1        | 2п       |
|              | Лаштувка Ян                      | 7 липня 1982      | Чехія    | 2        | 1п       |
|              | Плетікоса Стіпе                  | 8 січня 1979      | Хорватія | 3        | 1п       |
|              | Шуст Богдан Романович            | 4 березня 1986    | Україна  | 14       | 8п       |
|              | Шутков Дмитро Анатолійович       | 3 квітня 1972     | Україна  | 8        | 5п       |
| Захисники    |                                  |                   |          |          |          |
|              | Антонюк Дмитро Григорович        | 4 жовтня 1986     | Україна  | 1        | 0        |
|              | Карамушка Олег Олександрович     | 30 квітня 1984    | Україна  | 1        | 0        |
|              | Кучер Олександр Миколайович      | 22 жовтня 1982    | Україна  | 14       | 0        |
|              | Апаресідо Моура Леонардо Жозе    | 19 березня 1986   | Бразилія | 10       | 0        |
|              | Микицей Станіслав Ігорович       | 7 вересня 1989    | Україна  | 1        | 0        |
|              | Ощипко Ігор Дмитрович            | 25 жовтня 1985    | Україна  | 1        | 0        |
|              | Рац Дінча Разван                 | 26 травня 1981    | Румунія  | 14       | 0        |
|              | Свідерський Вячеслав Михайлович  | 1 січня 1979      | Україна  | 3        | 0        |
|              | Срна Дарійо                      | 1 травня 1982     | Хорватія | 20       | 3        |
|              | Ткаченко Сергій Вікторович       | 10 лютого 1979    | Україна  | 5        | 0        |
|              | Хюбшман Томаш                    | 4 вересня 1981    | Чехія    | 17       | 0        |
|              | Чигринський Дмитро Анатолійович  | 7 листопада 1986  | Україна  | 17       | 0        |
|              | Шевчук В'ячеслав Анатолійович    | 13 травня 1979    | Україна  | 14       | 0        |
|              | Шибко Андрій Володимирович       | 13 січня 1988     | Україна  | 1        | 0        |
| Півзахисники |                                  |                   |          |          |          |
|              | Вукіч Звонімір                   | 19 липня 1979     | Сербія   | 13       | 2        |
|              | Гай Олексій Анатолійович         | 6 листопада 1982  | Україна  | 18       | 1        |
|              | Дуляй Ігор                       | 29 жовтня 1979    | Сербія   | 20       | 1        |
|              | Блумер Елано                     | 14 червня 1981    | Бразилія | 11       | 5        |
|              | Родрігес да Сільва Жадсон        | 5 жовтня 1983     | Бразилія | 22       | 3        |
|              | Ковальов Максим Сергійович       | 20 березня 1989   | Україна  | 1        | 0        |
|              | Левандовський Маріуш             | 18 травня 1979    | Польща   | 18       | 4        |
|              | Франселіно да Сільва Матузалем   | 10 червня 1980    | Бразилія | 16       | 7        |
|              | Полянський Олексій Володимирович | 12 квітня 1986    | Україна  | 5        | 0        |
|              | Роза Фернандо Луіз               | 4 травня 1985     | Бразилія | 25       | 1        |
|              | Свиридов Платон Миколайович      | 20 листопада 1986 | Україна  | 1        | 0        |
|              | Тимощук Анатолій Олександрович   | 30 березня 1979   | Україна  | 15       | 1        |
|              | Трусевич Максим Павлович         | 1 серпня 1985     | Україна  | 2        | 0        |
|              | Шевчук Сергій Миколайович        | 18 червня 1985    | Україна  | 1        | 0        |
| Нападники    |                                  |                   |          |          |          |
|              | Агахова Джуліус                  | 12 лютого 1982    | Нігерія  | 9        | 3        |
|              | Соуза да Сільва Луіс Адріано     | 12 квітня 1987    | Бразилія | 5        | 0        |
|              | Бєлік Олексій Григорович         | 15 лютого 1981    | Україна  | 21       | 7        |
|              | Лемос да Сільва Еваеверсон       | 16 червня 1980    | Бразилія | 20       | 9        |
|              | Воробєй Андрій Олексійович       | 29 листопада 1978 | Україна  | 16       | 2        |
|              | Кожанов Денис Станіславович      | 13 червня 1987    | Україна  | 1        | 0        |
|              | Маріка Чіпріан Андрей            | 2 жовтня 1985     | Румунія  | 23       | 6        |
|              | Окодува Еммануель Осеї           | 21 листопада 1983 | Нігерія  | 3        | 0        |
|              | Шаврін Вадим Олегович            | 15 травня 1988    | Україна  | 1        | 0        |